# Андрушёвская астрономическая обсерватория
Андрушёвская астрономическая обсерватория «Июльское утро» — частная астрономическая обсерватория, основанная 12 апреля 2001 года в селе Гальчин, в 3 км юго-западнее города Андрушёвка, Житомирская область, Украина. Является ассоциативным членом Украинской Астрономической Ассоциации.

## Руководители обсерватории
Обсерватория основана Юрием Николаевичем Иващенко. Он же является бессменным руководителем обсерватории. Юрий Николаевич имеет степень кандидата физико-математических наук в области астрономии, но работает в сфере бизнеса. Андрушёвская обсерватория была построена и поддерживается на личные сбережения.

## История обсерватории
Обсерватория начала строиться в 1998 году. Была договорённость с НАНУ об использовании 8-метрового цейссовского купола. Он уже около десяти лет лежал в разобранном состоянии (масса шесть тонн) на складах Главной астрономической обсерватории. На Украине не было средств на его монтаж. 13 августа 1999 года он был установлен на Андрушёвской астрономической обсерватории.
Телескоп Цейс-600 был предоставлен Международным центром астрономических и медико-экологических исследований (этот центр является составной частью Национальной АН Украины) и переправлен из обсерватории пик Терскол (Россия) как имущество Украины. Много времени и сил ушло на монтаж и наладку оборудования.
Андрушёвская обсерватория начала свою научную работу 12 апреля 2001 года, когда человечество праздновало 40-летие первого полёта человека в космос.
Во время открытия обсерватории её посетила многочисленная делегация учёных-астрономов, среди них были: Ярослав Степанович Яцкив, Клим Иванович Чурюмов, Василий Николаевич Ивченко, Виталий Степанович Кислюк, Ростислав Романович Кондратюк, директор Житомирского музея космонавтики им. С. П. Королева Ольга Андреевна Копыл.
Первые наблюдения астероидов начались летом 2002 года. Первое время на обсерватории работали сотрудники киевской обсерватории. В данный момент работают собственные штатные наблюдатели. Их число варьируется от 2 до 5 человек.
В 2005 году был построен второй корпус обсерватории, на котором расположено 2 купола. Под одним из них установлен новый 60-см телескоп, зеркало которого было изготовлено в Одесской обсерватории. На данный инструмент установлена новая ПЗС-камера FLI PL09000. Под второй купол будет установлен меньший инструмент для проведения экскурсий по звёздному небу.
С 2007 года обсерватория сотрудничает с ПулКОНом. В ноябре 2009 года в Андрушёвской обсерватории прошла рабочая встреча по наблюдениям малых тел в рамках проекта ПУЛКОН.

## Инструменты обсерватории
- Цейс-600 (D=600 мм, F=2400 мм — ?) с ПЗС-камерой S1C-017 (до осени 2009 года) и FLI PL09000 (в первичном фокусе с осени 2009 года) (2001г)
- 30-см Ричи-Кретьен (D=300 мм, F=1200 мм)[2] (2009 год)
- Второй 60-см телескоп S-600 (D=600 мм, F=1062 мм) (2009 год)[3] до осени 2009 года с ПСЗ-камерой FLI PL09000, в ноябре 2009 года Apogee AltaU9, с декабря 2009 года FLI PL16803.

## Направления исследований
- Астрометрическое сопровождение околоземных астероидов.
- Открытие астероидов.
- Наблюдение ИСЗ.

## Основные достижения
- По состоянию на 2008 год обсерватория открыла 101 новый астероид, из которых один пересекает орбиту Марса, и два околоземных астероида (2007 QA2 и 2008 KB12)[4][5].
- К окончанию 2009 года было открыто 233 новых астероида[6].
- На начало июня 2010 года (8 лет наблюдений) обсерватория опубликовала 2323 астрометрических измерения околоземных астероидов[7].